# China nos Jogos Olímpicos de Inverno de 2010

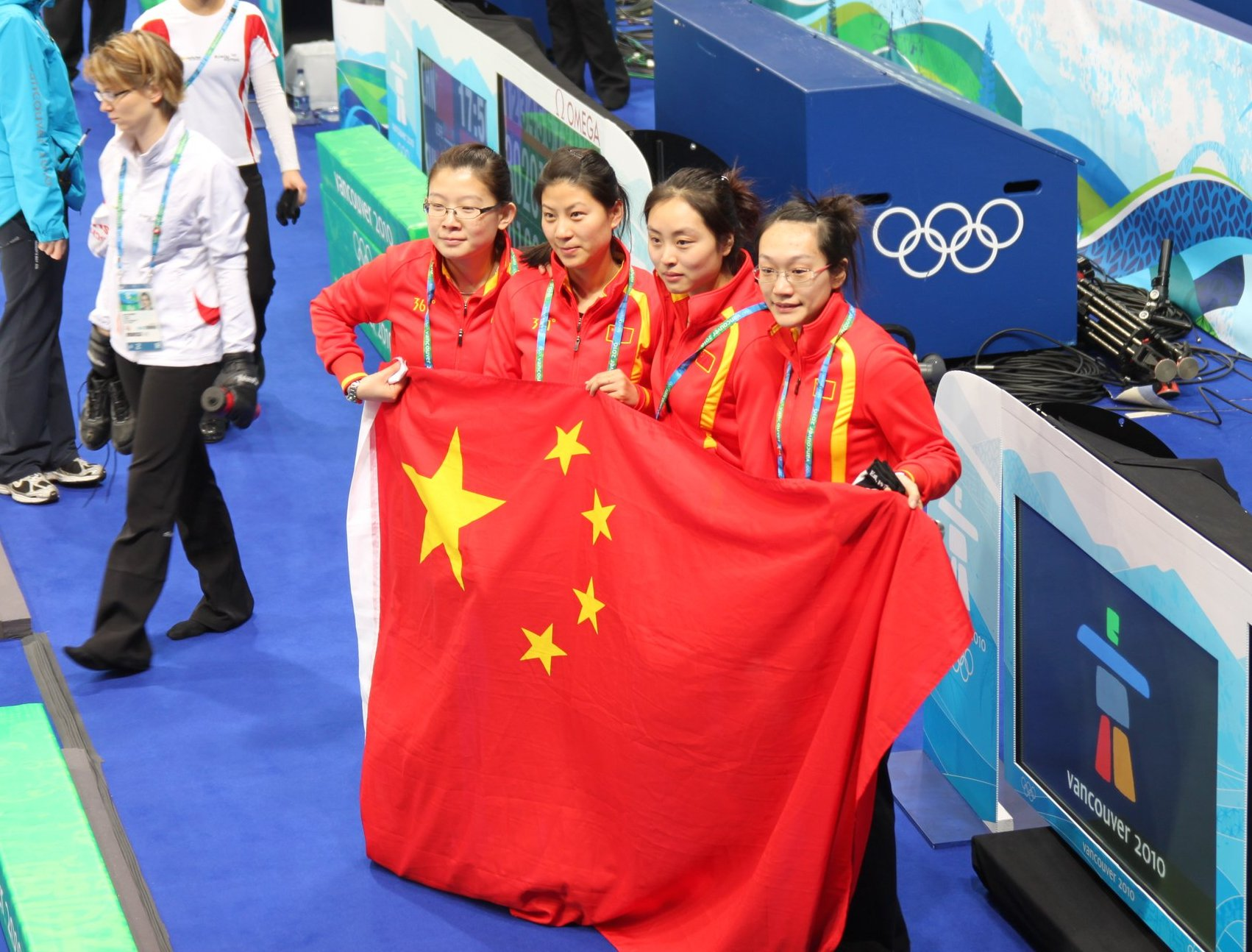
Equipe feminina conquistou a primeira medalha olímpica da China no curling.

A China participou dos Jogos Olímpicos de Inverno de 2010, realizados na cidade de Vancouver, no Canadá. Foi a nona aparição do país em Olimpíadas de Inverno.

### 

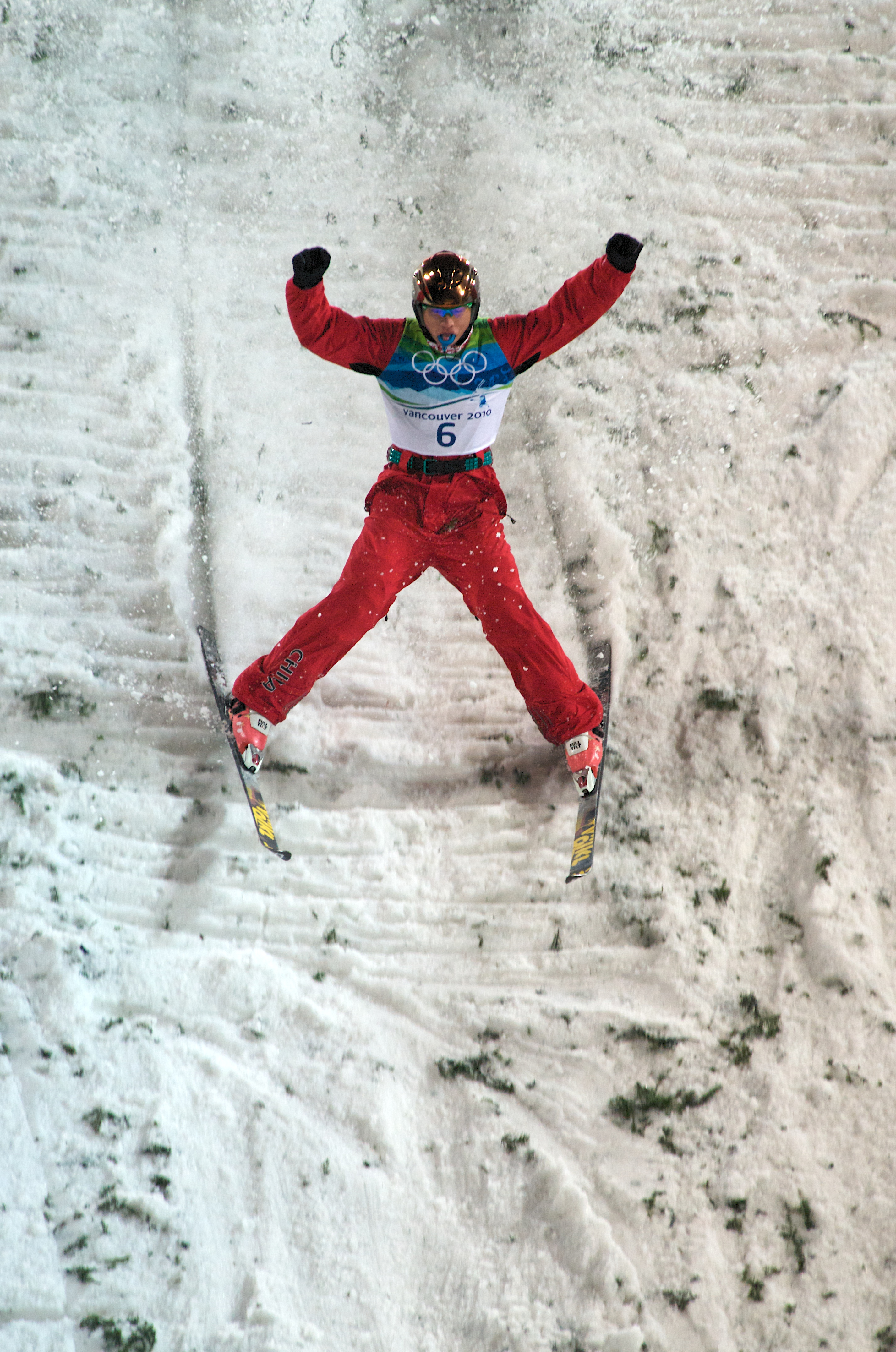
Liu Zhongqing, após executar um salto, terminou com a medalha de bronze.

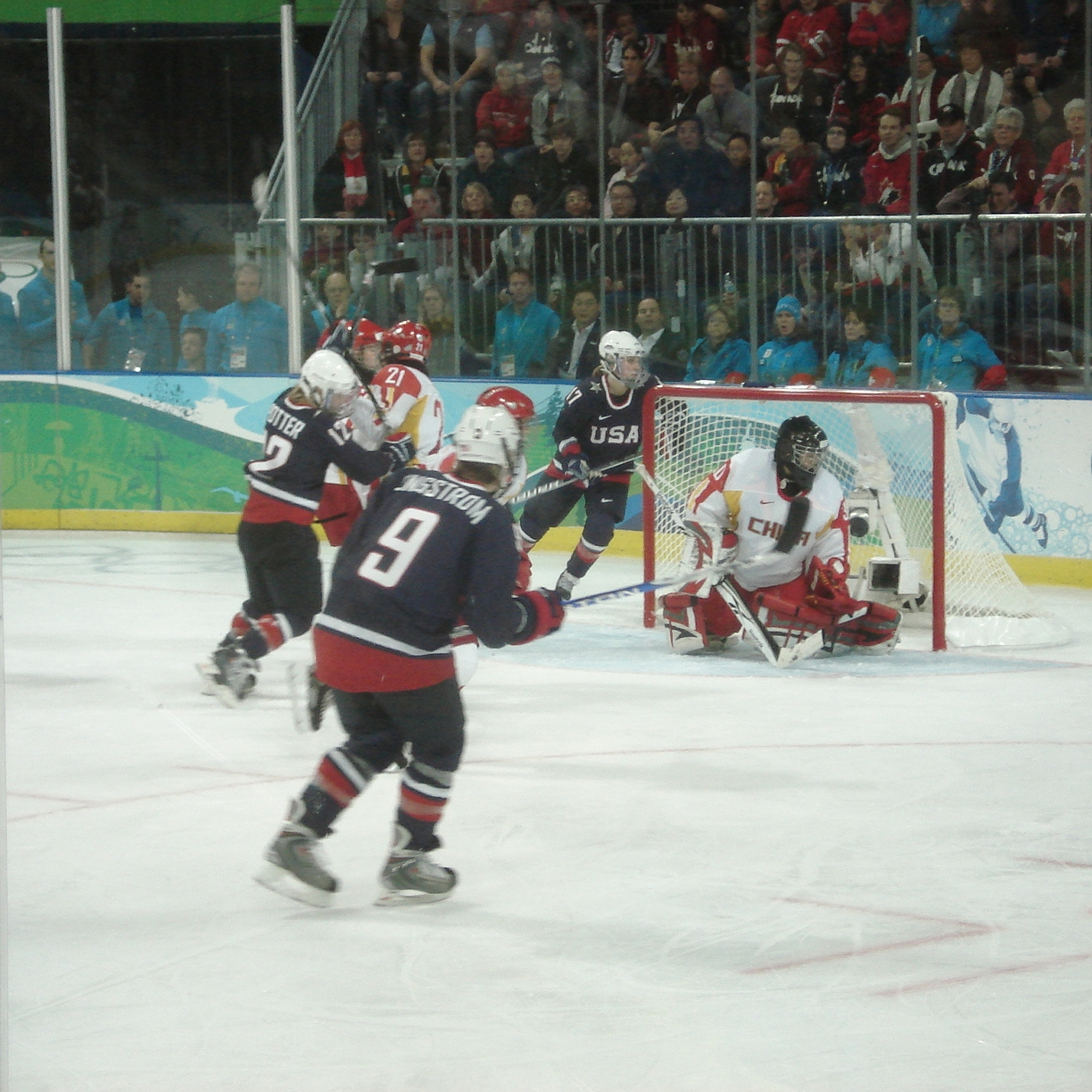
Partida entre China e Estados Unidos na estreia das equipes.

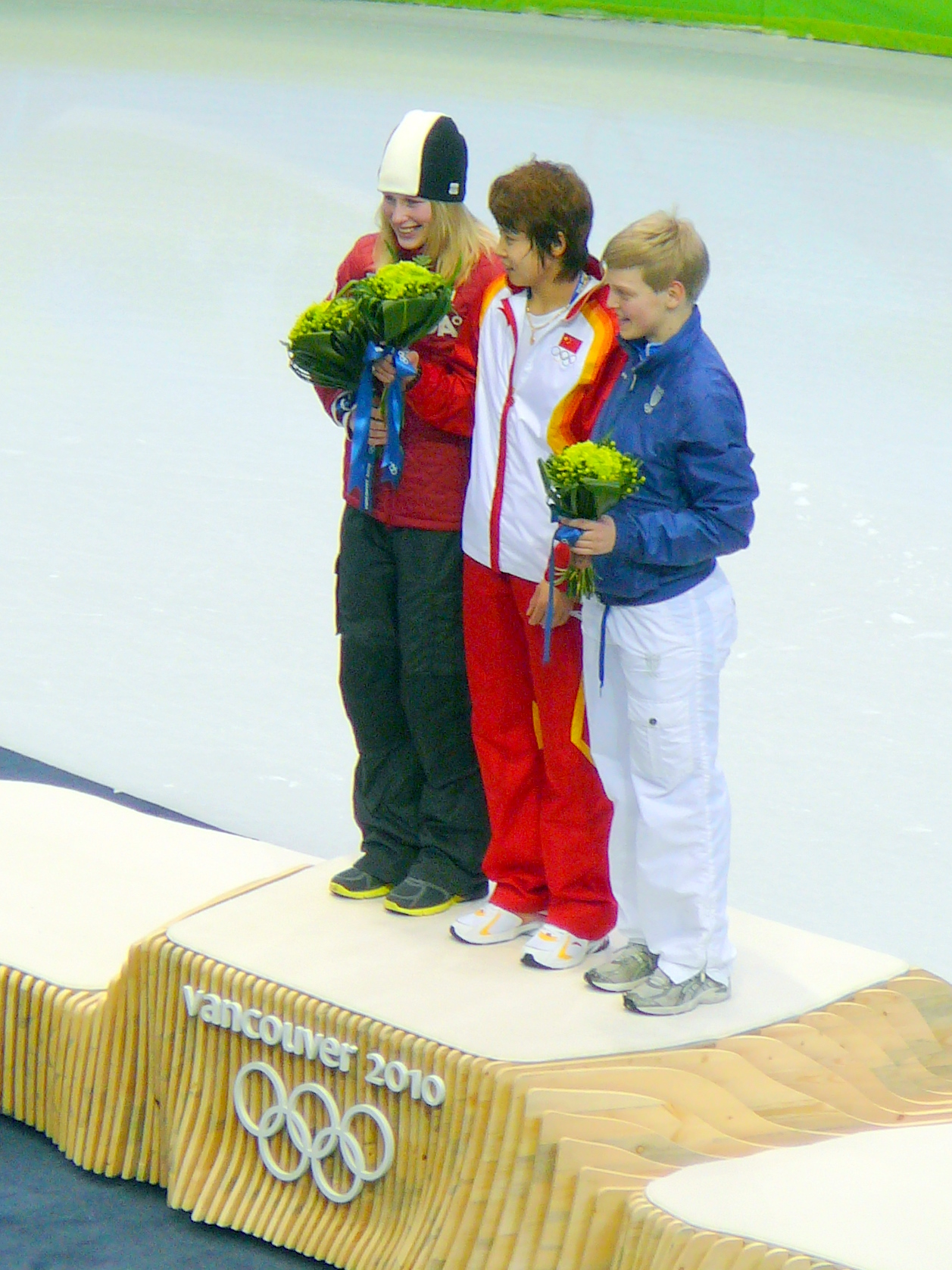
Pódio dos 500 m feminino, com a medalhista de ouro Wang Meng ao centro.

## Medalhas
| Atleta                                                | Esporte                                | Evento                      | Medalha |
| ----------------------------------------------------- | -------------------------------------- | --------------------------- | ------- |
| Shen Xue Zhao Hongbo                                  | Patinação artística                    | Duplas                      | Ouro    |
| Wang Meng                                             | Patinação de velocidade em pista curta | 500 m feminino              | Ouro    |
| Zhou Yang                                             | Patinação de velocidade em pista curta | 1500 m feminino             | Ouro    |
| Sun Linlin Wang Meng Zhang Hui Zhou Yang              | Patinação de velocidade em pista curta | Revezamento 3000 m feminino | Ouro    |
| Wang Meng                                             | Patinação de velocidade em pista curta | 1000 m feminino             | Ouro    |
| Pang Qing Tong Jian                                   | Patinação artística                    | Duplas                      | Prata   |
| Li Nina                                               | Esqui estilo livre                     | Aerials feminino            | Prata   |
| Wang Beixing                                          | Patinação de velocidade                | 500 m feminino              | Bronze  |
| Guo Xinxin                                            | Esqui estilo livre                     | Aerials feminino            | Bronze  |
| Liu Zhongqing                                         | Esqui estilo livre                     | Aerials masculino           | Bronze  |
| Wang Bingyu Liu Yin Yue Qingshuang Zhou Yan Liu Jinli | Curling                                | Feminino                    | Bronze  |

## Desempenho

### Biatlo
Feminino
| Atleta                                               | Evento            | Final     | Final       | Final   |
| Atleta                                               | Evento            | Tempo     | Penalidades | Posição |
| ---------------------------------------------------- | ----------------- | --------- | ----------- | ------- |
| Song Chaoqing                                        | Velocidade        | 21:38.2   | 2 (1+1)     | 32º     |
| Song Chaoqing                                        | Perseguição       | 34:46.6   | 5 (1+2+0+2) | 43º     |
| Song Chaoqing                                        | Individual        | 46:30.3   | 4 (1+1+0+2) | 53º     |
| Wang Chunli                                          | Velocidade        | 22:13.4   | 3 (3+0)     | 50º     |
| Wang Chunli                                          | Perseguição       | 34:01.8   | 2 (0+0+0+2) | 35º     |
| Wang Chunli                                          | Individual        | 44:18.0   | 3 (0+2+0+1) | 33º     |
| Liu Xianying                                         | Velocidade        | 22:14.6   | 3 (1+2)     | 51º     |
| Liu Xianying                                         | Perseguição       | 33:41.2   | 2 (0+0+1+1) | 30º     |
| Liu Xianying                                         | Individual        | 43:16.2   | 2 (1+0+0+1) | 20º     |
| Kong Yingchao                                        | Velocidade        | 22:30.9   | 2 (1+1)     | 61º     |
| Kong Yingchao                                        | Individual        | 46:46.2   | 4 (0+2+1+1) | 58º     |
| Wang Chunli Liu Xianying Kong Yingchao Song Chaoqing | Revezamento 4x5km | 1:12:16.9 | 0+2 0+6     | 9º      |

Masculino
| Atleta        | Evento      | Final   | Final       | Final   |
| Atleta        | Evento      | Tempo   | Penalidades | Posição |
| ------------- | ----------- | ------- | ----------- | ------- |
| Zhang Chengye | Velocidade  | 26:19.9 | 1 (0+1)     | 32º     |
| Zhang Chengye | Perseguição | 36:28.7 | 5 (0+2+1+2) | 35º     |
| Zhang Chengye | Individual  | 51:31.0 | 3 (1+0+1+1) | 19º     |

### Curling
Feminino
| Equipe                                                | Primeira fase | Primeira fase | Semifinal              | Final                                | Pos.              |
| Equipe                                                | Adversário e resultado | Pos.          | Adversário e resultado | Adversário e resultado               | Pos.              |
| ----------------------------------------------------- | --- | ------------- | ---------------------- | ------------------------------------ | ----------------- |
| Wang Bingyu Liu Yin Yue Qingshuang Zhou Yan Liu Jinli | GBR Grã-Bretanha D 4–5 SUI Suíça V 8–6 JPN Japão V 9–5 DEN Dinamarca V 11–1 SWE Suécia D 4–6 GER Alemanha V 9–7 CAN Canadá V 6–5 RUS Rússia D 4–7 USA Estados Unidos V 6–5 | 3º            | SWE Suécia D 4–9       | Disputa pelo bronze SUI Suíça V 12–6 | Medalha de bronze |

Masculino
| Equipe                                                      | Primeira fase | Primeira fase | Play-off               | Semifinal              | Final                  | Pos.        |
| Equipe                                                      | Adversário e resultado | Pos.          | Adversário e resultado | Adversário e resultado | Adversário e resultado | Pos.        |
| ----------------------------------------------------------- | --- | ------------- | ---------------------- | ---------------------- | ---------------------- | ----------- |
| Wang Fengchun Liu Rui Xu Xiaoming Li Hongchen Zang Jialiang | FRA França D 5–6 DEN Dinamarca V 8–1 SWE Suécia D 5–6 NOR Noruega D 5–7 GBR Grã-Bretanha D 4–9 SUI Suíça D 5–9 GER Alemanha D 6–7 USA Estados Unidos V 11–5 CAN Canadá D 3–10 | 8º            | Não avançou            | Não avançou            | Não avançou            | Não avançou |

### Esqui alpino
Feminino
| Atleta   | Evento         | Corrida 1 | Corrida 2 | Total   | Pos. |
| -------- | -------------- | --------- | --------- | ------- | ---- |
| Xia Lina | Slalom         | 1:10.60   | DNF       | DNF     | DNF  |
| Xia Lina | Slalom gigante | 1:30.41   | 1:28.48   | 2:58.89 | 59º  |

Masculino
| Atleta | Evento         | Corrida 1 | Corrida 2 | Total   | Pos. |
| ------ | -------------- | --------- | --------- | ------- | ---- |
| Li Lei | Slalom         | 59.43     | 1:01.43   | 2:00.86 | 43º  |
| Li Lei | Slalom gigante | 1:30.36   | 1:36.90   | 3:07.26 | 75º  |

### Esqui cross-country
Feminino
| Atleta                | Evento                 | Qualificatória | Qualificatória | Quartas-de-final | Quartas-de-final | Semifinal   | Semifinal   | Final       | Final       |
| Atleta                | Evento                 | Tempo          | Pos.           | Tempo            | Pos.             | Tempo       | Pos.        | Tempo       | Pos.        |
| --------------------- | ---------------------- | -------------- | -------------- | ---------------- | ---------------- | ----------- | ----------- | ----------- | ----------- |
| Li Hongxue            | 10 km livre            |                |                |                  |                  |             |             | 27:05.7     | 35º         |
| Li Hongxue            | Perseguição combinada  |                |                |                  |                  |             |             | 43:24.3     | 36º         |
| Li Xin                | 10 km livre            |                |                |                  |                  |             |             | 29:38.5     | 64º         |
| Man Dandan            | Velocidade             | 4:08.55        | 51º            | Não avançou      | Não avançou      | Não avançou | Não avançou | Não avançou | Não avançou |
| Man Dandan Li Hongxue | Velocidade por equipes |                |                |                  |                  | 20:02.7     | 9º          | Não avançou | Não avançou |

Masculino
| Atleta                 | Evento                 | Qualificatória | Qualificatória | Quartas-de-final | Quartas-de-final | Semifinal   | Semifinal   | Final       | Final       |
| Atleta                 | Evento                 | Tempo          | Pos.           | Tempo            | Pos.             | Tempo       | Pos.        | Tempo       | Pos.        |
| ---------------------- | ---------------------- | -------------- | -------------- | ---------------- | ---------------- | ----------- | ----------- | ----------- | ----------- |
| Xu Wenlong             | 15 km livre            |                |                |                  |                  |             |             | 37:39.5     | 68º         |
| Sun Qinghai            | Velocidade             | 3:38.52        | 12º            | 3:43.1           | 5º               | Não avançou | Não avançou | Não avançou | Não avançou |
| Sun Qinghai Xu Wenlong | Velocidade por equipes |                |                |                  |                  | 19:43.6     | 10º         | Não avançou | Não avançou |

### Esqui estilo livre
Feminino
| Atleta       | Evento  | Preliminar | Preliminar | Final  | Final             |
| Atleta       | Evento  | Pontos     | Pos.       | Pontos | Pos.              |
| ------------ | ------- | ---------- | ---------- | ------ | ----------------- |
| Cheng Shuang | Aerials | 180.91     | 4º         | 187.87 | 7º                |
| Guo Xinxin   | Aerials | 189.16     | 3º         | 205.22 | Medalha de bronze |
| Li Nina      | Aerials | 192.10     | 2º         | 207.23 | Medalha de prata  |
| Xu Mengtao   | Aerials | 168.55     | 8º         | 191.61 | 6º                |

Masculino
| Atleta        | Evento  | Preliminar | Preliminar | Final       | Final             |
| Atleta        | Evento  | Pontos     | Pos.       | Pontos      | Pos.              |
| ------------- | ------- | ---------- | ---------- | ----------- | ----------------- |
| Han Xiaopeng  | Aerials | 192.52     | 21º        | Não avançou | Não avançou       |
| Jia Zongyang  | Aerials | 242.52     | 1º         | 237.57      | 6º                |
| Liu Zhongqing | Aerials | 229.67     | 11º        | 242.53      | Medalha de bronze |
| Qi Guangpu    | Aerials | 230.28     | 10º        | 234.85      | 7º                |

### Hóquei no gelo
Feminino
| Equipe | Equipe | Fase de grupos                                                 | Fase de grupos | Semifinal                           | Final                                      | Pos. |
| Equipe | Equipe | Adversário e resultado                                         | Pos.           | Adversário e resultado              | Adversário e resultado                     | Pos. |
| --- | --- | -------------------------------------------------------------- | -------------- | ----------------------------------- | ------------------------------------------ | ---- |
| Han Danni Jia Dandan Shi Yao Jiang Na Liu Zhixin Lou Yue Qi Xueting Tan Anqi Wang Nan Yu Baiwei Zhang Shuang Cui Shanshan Gao Fujin | Huang Haijing Huo Cui Jin Fengling Ma Rui Su Ziwei Sun Rui Tang Liang Wang Linuo Zhang Ben Zhang Mengying | USA Estados Unidos D 1–12 FIN Finlândia D 1–2 RUS Rússia D 1–2 | 4º (Gr. B)     | Classificação 5º-8º SUI Suíça D 0–6 | Disputa pelo 7º lugar SVK Eslováquia V 3–1 | 7º   |

### Patinação artística
| Atleta               | Evento              | Programa curto | Programa curto | Programa longo | Programa longo | Total  | Total            |
| Atleta               | Evento              | Pontos         | Pos.           | Pontos         | Pos.           | Pontos | Pos.             |
| -------------------- | ------------------- | -------------- | -------------- | -------------- | -------------- | ------ | ---------------- |
| Liu Yan              | Individual feminino | 51.74          | 19º            | 91.73          | 18º            | 143.47 | 19º              |
| Shen Xue Zhao Hongbo | Duplas              | 76.66          | 1º             | 139.91         | 2º             | 216.57 | Medalha de ouro  |
| Pang Qing Tong Jian  | Duplas              | 71.50          | 4º             | 141.81         | 1º             | 213.31 | Medalha de prata |
| Zhang Dan Zhang Hao  | Duplas              | 71.28          | 5º             | 123.06         | 4º             | 194.34 | 5º               |

| Atleta                  | Evento        | Dança obrigatória | Dança obrigatória | Dança original | Dança original | Dança livre | Dança livre | Total  | Total |
| Atleta                  | Evento        | Pontos            | Pos.              | Pontos         | Pos.           | Pontos      | Pos.        | Pontos | Pos.  |
| ----------------------- | ------------- | ----------------- | ----------------- | -------------- | -------------- | ----------- | ----------- | ------ | ----- |
| Huang Xintong Zheng Xun | Dança no gelo | 29.22             | 19º               | 45.03          | 20º            | 71.27       | 20º         | 145.52 | 19º   |

### Patinação de velocidade
Feminino
| Atleta       | Evento      | Corrida 1 | Corrida 1 | Corrida 2 | Corrida 2 | Final   | Final             |
| Atleta       | Evento      | Tempo     | Pos.      | Tempo     | Pos.      | Tempo   | Pos.              |
| ------------ | ----------- | --------- | --------- | --------- | --------- | ------- | ----------------- |
| Xing Aihua   | 500 metros  | 38.79     | 11º       | 38.849    | 16º       | 77.64   | 13º               |
| Zhang Shuang | 500 metros  | 38.53     | 5º        | 38.807    | 13º       | 77.33   | 7º                |
| Jin Peiyu    | 500 metros  | 38.68     | 6º        | 38.771    | 11º       | 77.45   | 8º                |
| Jin Peiyu    | 1000 metros |           |           |           |           | 1:17.97 | 18º               |
| Wang Beixing | 500 metros  | 38.48     | 3º        | 38.144    | 3º        | 76.63   | Medalha de bronze |
| Wang Beixing | 1000 metros |           |           |           |           | 1:18.30 | 24º               |
| Ren Hui      | 1000 metros |           |           |           |           | 1:19.18 | 33º               |
| Yu Jing      | 1000 metros |           |           |           |           | 1:19.13 | 32º               |
| Wang Fei     | 1500 metros |           |           |           |           | 2:00.65 | 20º               |
| Wang Fei     | 3000 metros |           |           |           |           | 4:18.42 | 22º               |
| Fu Chunyan   | 3000 metros |           |           |           |           | 4:20.62 | 25º               |

Masculino
| Atleta        | Evento      | Corrida 1 | Corrida 1 | Corrida 2 | Corrida 2 | Final   | Final |
| Atleta        | Evento      | Tempo     | Pos.      | Tempo     | Pos.      | Tempo   | Pos.  |
| ------------- | ----------- | --------- | --------- | --------- | --------- | ------- | ----- |
| Yu Fengtong   | 500 metros  | 35.116    | 7º        | 35.120    | 7º        | 70.23   | 7º    |
| Zhang Zhongqi | 500 metros  | 35.175    | 14º       | 35.113    | 6º        | 70.288  | 10º   |
| Liu Fangyi    | 500 metros  | 36.193    | 34º       | 36.047    | 27º       | 72.24   | 28º   |
| Wang Nan      | 500 metros  | 35.915    | 26º       | 35.928    | 25º       | 71.84   | 25º   |
| Wang Nan      | 1000 metros |           |           |           |           | 1:11.82 | 31º   |
| Sun Longjiang | 1500 metros |           |           |           |           | 1:51.30 | 35º   |
| Gao Xuefeng   | 1500 metros |           |           |           |           | 1:50.78 | 34º   |

### Patinação de velocidade em pista curta
Feminino
| Atleta                                   | Evento             | Preliminar | Preliminar | Quartas     | Quartas     | Semifinal   | Semifinal   | Final            | Final           |
| Atleta                                   | Evento             | Tempo      | Pos.       | Tempo       | Pos.        | Tempo       | Pos.        | Tempo            | Pos.            |
| ---------------------------------------- | ------------------ | ---------- | ---------- | ----------- | ----------- | ----------- | ----------- | ---------------- | --------------- |
| Zhao Nannan                              | 500 metros         | 1:02.132   | 4º         | Não avançou | Não avançou | Não avançou | Não avançou | Não avançou      | Não avançou     |
| Wang Meng                                | 500 metros         | 43.926     | 1º         | 43.284      | 1º          | 42.985      | 1º          | 43.048           | Medalha de ouro |
| Wang Meng                                | 1000 metros        | 1:30.958   | 1º         | 1:32.267    | 1º          | 1:30.573    | 2º          | 1:29.213         | Medalha de ouro |
| Wang Meng                                | 1500 metros        | 2:29.199   | 1º         |             |             | DSQ         | DSQ         | Não avançou      | Não avançou     |
| Zhou Yang                                | 500 metros         | 44.115     | 1º         | 44.106      | 1º          | 43.992      | 3º          | Final B 44.725   | 5º              |
| Zhou Yang                                | 1000 metros        | 1:30.781   | 1º         | 1:29.849    | 1º          | 1:29.049    | 1º          | DSQ              | DSQ             |
| Zhou Yang                                | 1500 metros        | 2:24.246   | 1º         |             |             | 2:21.049    | 2º          | 2:16.993         | Medalha de ouro |
| Sun Linlin                               | 1000 metros        | 1:30.629   | 2º         | 1:30.589    | 3º          | Não avançou | Não avançou | Não avançou      | Não avançou     |
| Sun Linlin                               | 1500 metros        | 2:24.031   | 2º         |             |             | 2:24.777    | 3º          | Final B 2:42.960 | 10º             |
| Sun Linlin Wang Meng Zhang Hui Zhou Yang | Revezamento 3000 m |            |            |             |             | 4:08.797    | 1º          | 4:06.610         | Medalha de ouro |

Masculino
| Atleta                                           | Evento             | Preliminar | Preliminar | Quartas     | Quartas     | Semifinal   | Semifinal   | Final            | Final       |
| Atleta                                           | Evento             | Tempo      | Pos.       | Tempo       | Pos.        | Tempo       | Pos.        | Tempo            | Pos.        |
| ------------------------------------------------ | ------------------ | ---------- | ---------- | ----------- | ----------- | ----------- | ----------- | ---------------- | ----------- |
| Han Jialiang                                     | 500 metros         | 41.869     | 1º         | 41.443      | 3º          | Não avançou | Não avançou | Não avançou      | Não avançou |
| Han Jialiang                                     | 1000 metros        | 1:26.479   | 1º         | 1:25.856    | 2º          | 1:25.462    | 4º          | Final B 1:32.023 | 6º          |
| Ma Yunfeng                                       | 500 metros         | 41.954     | 3º         | Não avançou | Não avançou | Não avançou | Não avançou | Não avançou      | Não avançou |
| Ma Yunfeng                                       | 1000 metros        | 1:25.814   | 4º         | Não avançou | Não avançou | Não avançou | Não avançou | Não avançou      | Não avançou |
| Liang Wenhao                                     | 500 metros         | DSQ        | DSQ        | Não avançou | Não avançou | Não avançou | Não avançou | Não avançou      | Não avançou |
| Liang Wenhao                                     | 1000 metros        | 1:26.249   | 2º         | 1:25.060    | 3º          | Não avançou | Não avançou | Não avançou      | Não avançou |
| Liang Wenhao                                     | 1500 metros        | 2:16.152   | 1º         |             |             | 2:15.453    | 2º          | 2:48.192         | 6º          |
| Liu Xianwei                                      | 1500 metros        | 2:14.354   | 3º         |             |             | 2:14.500    | 5º          | Não avançou      | Não avançou |
| Song Weilong                                     | 1500 metros        | 2:20.095   | 6º         |             |             | Não avançou | Não avançou | Não avançou      | Não avançou |
| Han Jialiang Liu Xianwei Ma Yunfeng Song Weilong | Revezamento 5000 m |            |            |             |             | 6:43.601    | 1º          | 6:44.630         | 4º          |

### Snowboard
Halfpipe
| Atleta       | Evento    | Qualificatória | Qualificatória | Qualificatória | Semifinal   | Semifinal   | Semifinal   | Final       | Final       | Final       |
| Atleta       | Evento    | Corrida 1      | Corrida 2      | Pos.           | Corrida 1   | Corrida 2   | Pos.        | Corrida 1   | Corrida 2   | Pos.        |
| ------------ | --------- | -------------- | -------------- | -------------- | ----------- | ----------- | ----------- | ----------- | ----------- | ----------- |
| Shi Wancheng | Feminino  | 15.8           | 18.0           | 19º            | Não avançou | Não avançou | Não avançou | Não avançou | Não avançou | Não avançou |
| Zeng Xiaoye  | Feminino  | 14.0           | 32.8           | 5º             | 32.9        | 16.2        | 10º         | Não avançou | Não avançou | Não avançou |
| Cai Xuetong  | Masculino | 14.1           | 19.3           | 23º            | Não avançou | Não avançou | Não avançou | Não avançou | Não avançou | Não avançou |
| Liu Jiayu    | Masculino | 26.3           | 33.3           | 12º            | 41.1        | 36.2        | 2º          | 39.3        | 34.9        | 4º          |
| Sun Zhifeng  | Masculino | 38.2           | 39.9           | 6º QF          |             |             |             | 29.8        | 33.0        | 7º          |

Legenda
| Recorde mundial      | Recorde mundial (World record)               |                       | Recorde africano                      | Recorde africano (African) |                                           | Q | Classificado por posição (Qualified) |
| Recorde olímpico     | Recorde olímpico (Olympic record)            | Recorde da América    | Recorde da América (Americas)         | q                          | Classificado por melhor tempo (Qualified) |   |                                      |
| Melhor marca do ano  | Melhor marca do ano (World leading)          | Recorde asiático      | Recorde asiático (Asian)              | DNS                        | Não largou (Did not start)                |   |                                      |
| Recorde nacional     | Recorde nacional (National record)           | Recorde europeu       | Recorde europeu (European)            | DNF                        | Não terminou (Did not finish)             |   |                                      |
| Recorde pessoal      | Recorde pessoal do atleta (Personal best)    | Recorde da Oceania    | Recorde da Oceania (Oceania)          | DSQ / DQ                   | Desclassificado (Disqualified)            |   |                                      |
| Recorde da temporada | Recorde da temporada do atleta (Season best) | Recorde sul-americano | Recorde sul-americano (South America) | NM                         | Sem marca (No mark)                       |   |                                      |